# Przetacznik leśny

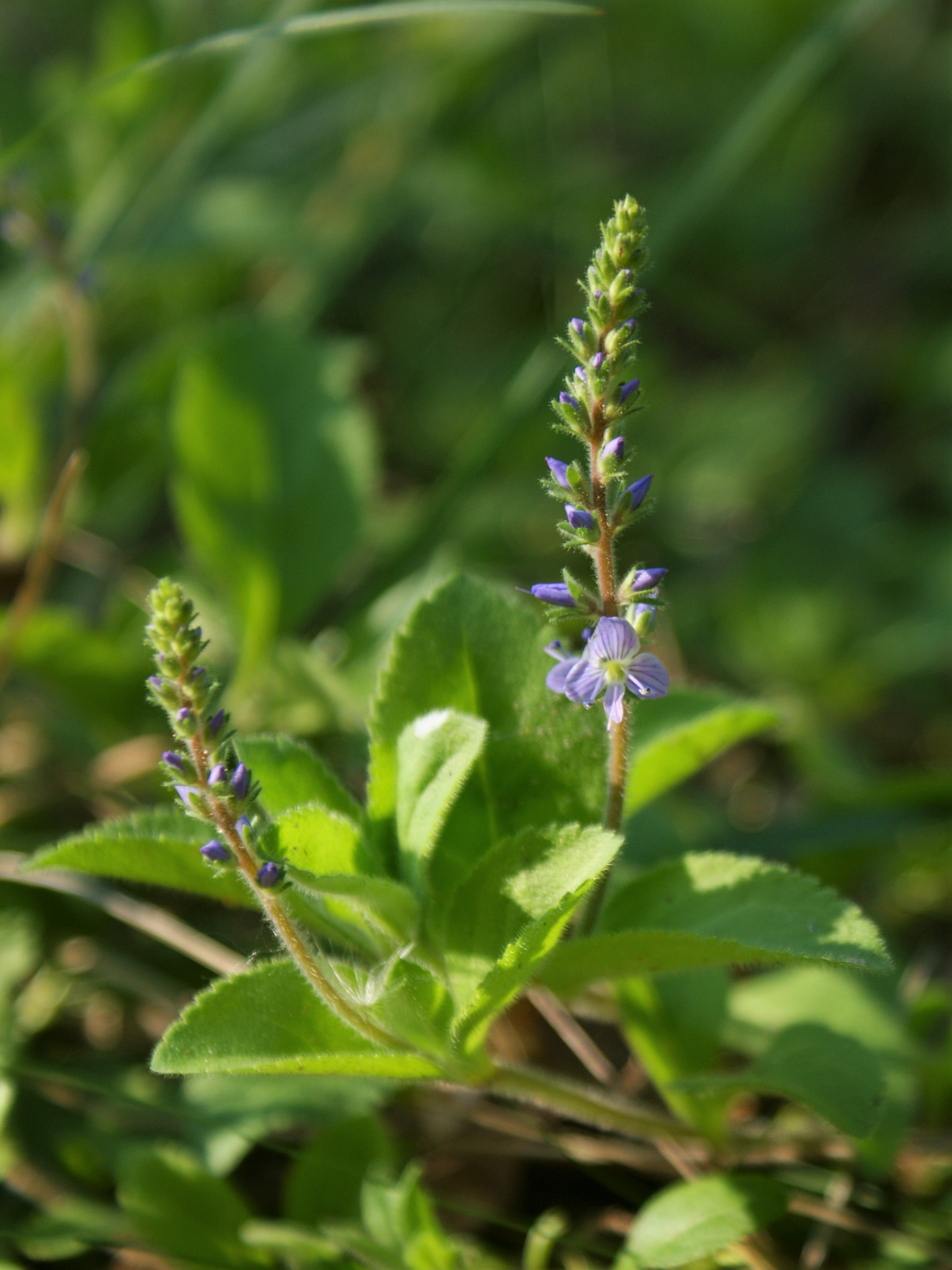
Roślina kwitnąca

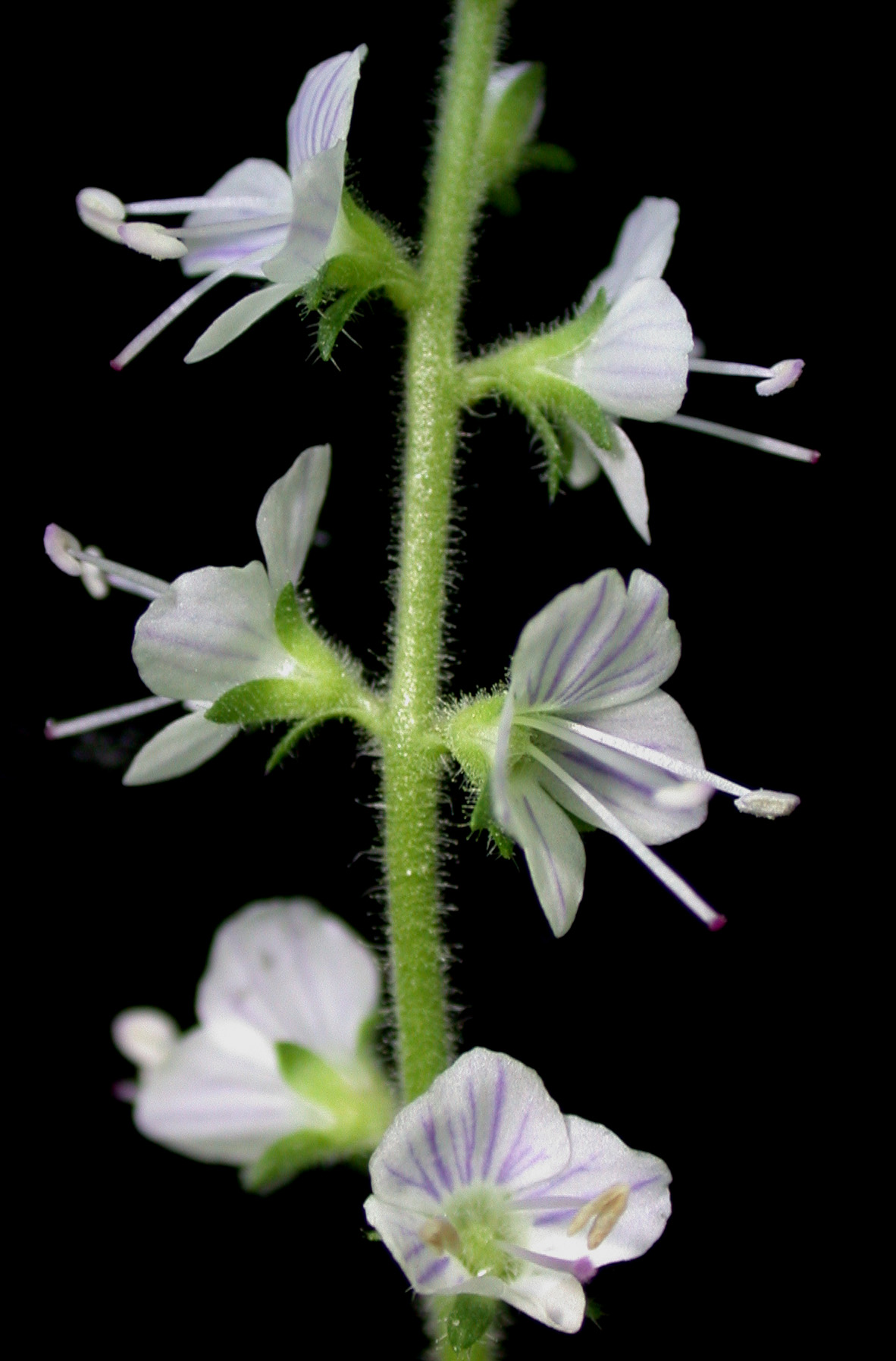
Kwiaty

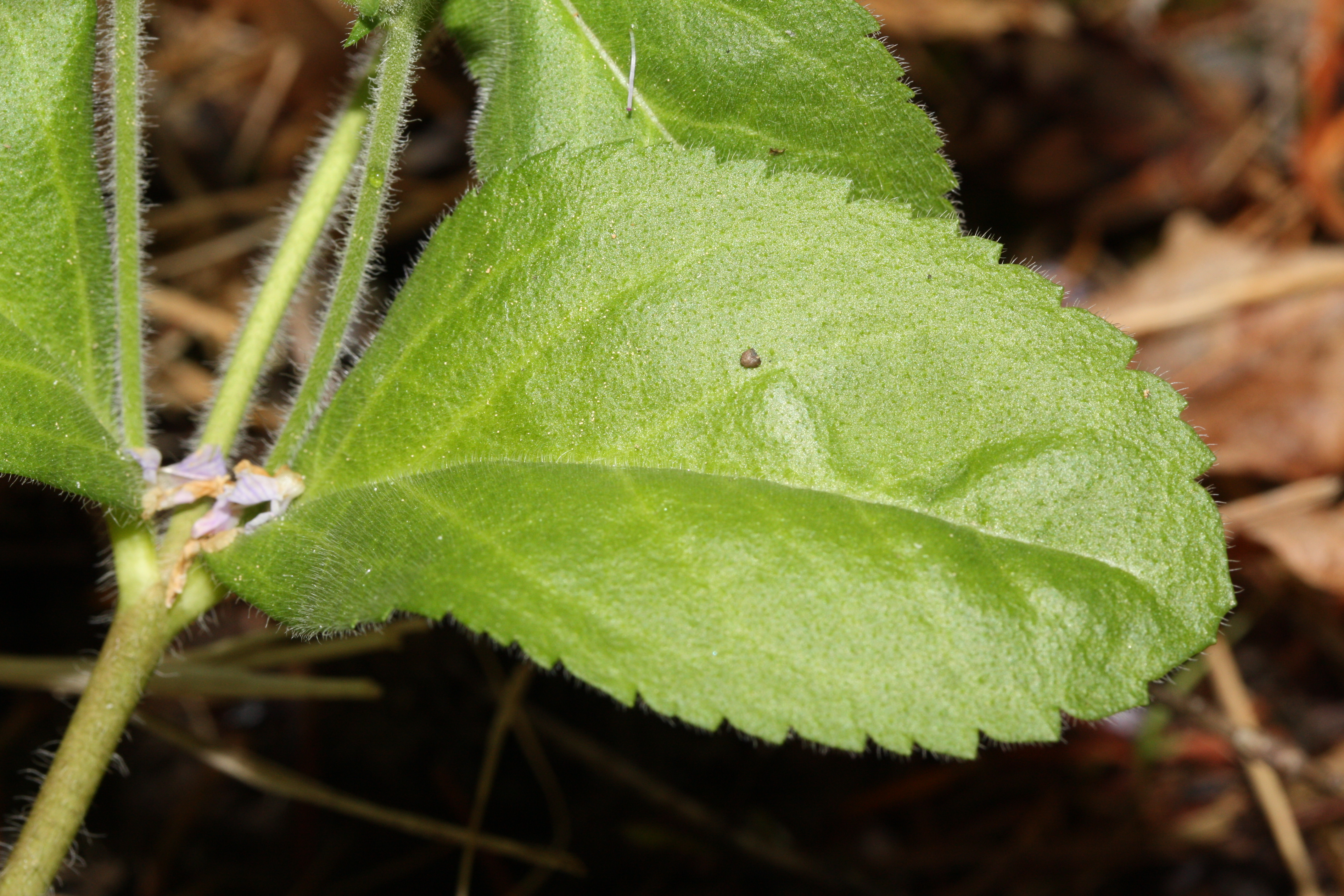
Liście

Przetacznik leśny, przetacznik lekarski (Veronica officinalis L.) – gatunek byliny z rodziny babkowatych (Plantaginaceae), w systemach XX-wiecznych klasyfikowany zwykle do trędownikowatych (Scrophulariaceae). Dość pospolity na terenie Polski. Gatunek typowy rodzaju przetacznik.

## Występowanie
Występuje dziko na kontynentach:
- Afryka: Azory, Madera
- Azja: Iran, Turcja, Armenia, Azerbejdżan, Gruzja, Rosja (Kaukaz Północny, Dagestan)
- Europa: Albania, Anglia, Austria, Belgia, Białoruś, Bułgaria, Czechy, Dania, Estonia, Finlandia, Francja, Grecja, Hiszpania, Holandia, Islandia, Irlandia, Litwa, Łotwa, Mołdawia, Niemcy, Norwegia, Polska, Portugalia, Rosja, Rumunia, Słowacja, Szwajcaria, Szwecja, Turcja, Ukraina, Węgry, Włochy, Wyspy Owcze

W Polsce występuje pospolicie na obszarze całego kraju.

## Morfologia
PokrójRoślina wysokości 10–20 cm, w całości gęsto owłosiona.
ŁodygaPłożąca się, rozgałęziona, podnosząca się w części górnej, zakorzeniająca się.
LiścieOdwrotnie jajowate, zwężające się w krótki ogonek, w dolnej części łodygi całobrzegie, w górnej karbowano-piłkowane; naprzeciwległe, połyskujące.
KwiatyFioletowoniebieskie z ciemniejszymi żyłkami, zebrane w proste, gęste kwiatostany groniaste, znacznie krótsze od łodygi i wyraźnie boczne. W gronie jest od 15 do 26 kwiatów na krótkich szypułkach (przynajmniej dwukrotnie krótszych od kielicha). Kielich 4-działkowy, dwukrotny słupek, dwa pręciki, kwiat z listkiem przykwiatkowym; korona okrągła o średnicy 6–7 mm, dłuższa od kielicha.
OwocTorebka o długości 4–5 mm, sercowata, na szczycie ucięta. I bez wcięcia, dłuższa od kielicha.

## Biologia i ekologia
RozwójBylina, chamefit. Kwitnie od czerwca do sierpnia. Kwiaty owadopylne, przedsłupne, przedprątne lub równoczesne, zapylane przez muchówki. Liście są zimozielone.
SiedliskoRośnie w suchych lasach, na zrębach, wrzosowiskach i pastwiskach. Występuje na glebach kwaśnych, piaszczystych lub gliniastych. W klasyfikacji zbiorowisk roślinnych gatunek charakterystyczny dla klasy Nardo-Callunetea.
ZmiennośćWyróżnia się jedną formę: Veronica officinalis f. albiflora (G. Don) House.

## Zastosowanie
- Roślina lecznicza: stosowana w medycynie ludowej[9].
  - Surowiec zielarski: ziele przetacznika (Herba Veronicae). Zbiera się je w na początku kwitnienia, suszy i przechowuje w miejscu suchym i zacienionym[7]. Zawiera między innymi glikozydy irydoidowe (akubinę, katapol, katalpozyd, weronikozyd), mannitol, flawonoidy, kwasy organiczne, garbniki[9].
  - Działanie: wewnętrznie stosowany przy chrypce i suchym kaszlu, chorobie wrzodowej żołądka oraz przewlekłych zaburzeniach trawiennych. Zewnętrznie używany jako okład przy chorobach skórnych i reumatycznych[7].